# Фабер, Эрнест
Эрнест Антониус Якобюс Фабер (нидерл. Ernest Anthonius Jacobus Faber; род. 27 августа 1971, Гелдроп, Северный Брабант) — нидерландский футболист и футбольный тренер. В качестве игрока выступал на позиции защитника. С апреля 2020 года работает тренером юниоров клуба ПСВ.

## Клубная карьера

### Ранние этапы
Фабер родился в городке Гелдроп и вскоре переехал в район Страйп в Эйндховене. Жив рядом с домашней площадкой ПСВ, «Филипс Стэдиум», Фабер заинтересовался футболом и в пять лет поступил в академию местного любительского клуба ДБС. Там его заметил известный скаут ПСВ Геррит ван Тилбург, и в 13 лет он был приглашён в школу великого клуба.
Изначально Фабер хотел быть правым защитником, но затем по наставлениям известного тренера Хуба Стивенса поменял позицию и стал центральным защитником.

### Начало карьеры в ПСВ и аренды
В 1990 году Эрнест Фабер был отдан в аренду в клуб НЕК для получения игровой практики. Первый матч в карьере он сыграл 25 августа 1990 года в матче против «МВВ Маастрихт» (2:1). Фабер сыграл в сезоне 30 матчей, но команда заняла последнее, 18-е место, и вылетела. В следующем сезоне он ушёл в аренду в клуб «Спарта» из Роттердама. Команда заняла в том сезоне восьмое место и вышла в полуфинал кубка, где Фабер сыграл 5 матчей.
Дебют за основную команду ПСВ Фабер сделал в Суперкубке Нидерландов. Команда победила «Фейеноорд» со счётом 1:0, и в этом же матче Эрнест получил и свой первый титул. В том сезоне Фабер сыграл 18 матчей. В сезоне 1992/93 он дебютировал и в Лиге чемпионов УЕФА — выйдя на замену в матче с португальским «Порту». Уже в матче с «Миланом» Фабер вышел в основном составе, воспользовавшись шансом, данным эпидемией травм в клубе.
В следующем сезоне Эрнест успел сыграть лишь пять матчей перед тем, как он был арендован «Гронингеном». Там он сыграл 11 матчей. Затем Фабер, играя в ПСВ, выиграл Кубок Нидерландов в сезоне 1995/96.

### Многочисленные травмы и завершение карьеры
В 1996 году Фабер выиграл второй Суперкубок, победив «Аякс» 3:0. Но уже в сентябре Фабер повредил связки голеностопного сустава в столкновении с Джоном ван Луном. Фабер перенёс операцию и из-за этой травмы сыграл лишь девять матчей в чемпионском сезоне. Эта травма оказалась первой из многочисленных повреждений, которые будут преследовать Фабера всю дальнейшую карьеру. Следующая травма — ахиллесова сухожилия — случилась в начале сезона 1997—1998. Но на этот раз Фабер быстро оправился, но на сборах в Испании не смог полностью восстановить свои прежние кондиции и решил продолжить восстановление. В том сезоне Эрнест сыграл 21 матч и забил два гола. 15 февраля 1998 года Фабер заработал первое в карьере удаление — в матче с «Аяксом». Очередную травму ахилла Фабер получил в мае в матче против «Гронингена». Фабер был близок к завершению карьеры из-за этой травмы и не смог попасть на Чемпионат мира во Франции.
Много травм пришлось на другой чемпионский сезон 1998/1999, где защитник сыграл лишь 3 матча. В следующем сезоне он выиграл и чемпионат, и Суперкубок, где забил второй гол в ворота «Роды ЖС», установив конечный счёт. После суперкубка ему снова пришлость перенести операцию. В последующих двух сезонах Фабер более успешно боролся со своими травмами . В 2001 году Фабер продлил контракт с «ПСВ». В начале 2002 года Эрнестом интересовался «Ньюкасл», но очередная травма перечеркнула все шансы на трансфер.
В феврале 2003 года Фабер продлил контракт ещё на один год. Из-за бурсита Фабер некоторое время выступал в гипсовой повязке. Но травмы продолжили преследовать Фабера, помешав выступлениям в сезоне 2003/2004. Очередную травму он получил в ноябре 2003 года матче Лиги чемпионов против «Монако».
В январе 2004 года в товарищеском матче против «Трабзонспора» Фабер получил судьбоносную травму подколенного сухожилия. В апреле 2004 года врачи клуба окончательно постановили, что многострадальный Фабер больше не может продолжать профессиональную карьеру. Он объявил, что завершит карьеру по окончании сезона. Защитник сыграл свой последний матч в Эредивизи 10 мая 2004 года. После матча для Фабера, а также Роббена, Ватеррёса и других уходящих игроков была устроена прощальная церемония. Фабер был назван «легендой клуба», он и его дети, также участвовавшие в церемонии, были проведены овациями.
Всего за карьеру Фабер перенёс 13 травм разной степени тяжести.

## Карьера в сборной
Фабер сыграл 4 матча в сборной Нидерландов до 21 года. В основную сборную был вызван единожды в 1998 году на матчи против сборных США и Мексики. Единственный матч был сыгран 24 февраля 1998 года в матче против Мексики. Он вышел на поле вместо Уинстона Богарда. Главный тренер Гус Хиддинк был готов заявить его на чемпионат мира-1998, проходивший во Франции, но травмы помешали его участию в нём.

## Тренерская карьера
Фабер начал тренерскую карьеру в дубле ПСВ — «Йонг ПСВ» . Он смог избежать вылета, но вскоре он был приглашён на пост ассистента соседнего клуба «Эйндховен». В период работы в клубе с 2006 по 2008 год он два раза был исполняющим обязанности менеджера (с октября по декабрь 2007 и с апреля по июнь 2008 года).

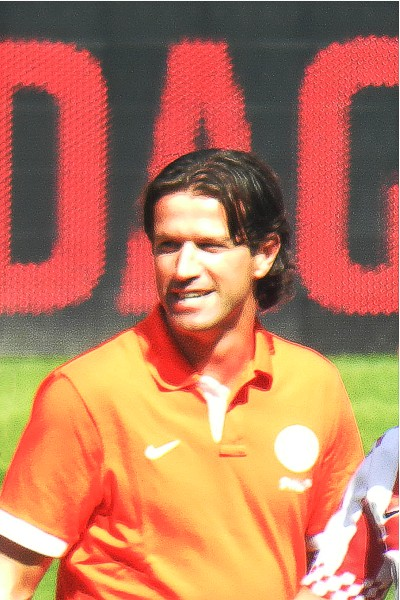
Фабер в тренерском штабе ПСВ, 2012 год

После окончания контракта он был некоторое время тренером юниоров ПСВ, но его просьба о назначении на пост менеджера академии была отклонена. Он решил не продлеватьдвухлетний контракт, хотя ассистент ПСВ Филлип Коку и руководство клуба готовы были предоставить ему должность директора академии Затем Фабер вместе с Коку прошли экзаменацию и получили полноценную лицензию на тренера. В конце сезона Эрнест получил предложение от «МВВ Маастрихт», но он его отклонил, так как клуб имел проблемы с финансами. В 2010 году он принял предложение от «Эйндховена» стать главным тренером, но в следующем сезоне он вдобавок вошёл также в штаб Берта ван Марвейка в качестве ассистента в сборной Нидерландов по футболу. Разрываясь между двумя должностями, Фабер всё-таки смог занять третье место Эрстедивизи, но проиграл плей-офф. В 2012 году Фабер работал со сборной Голландии на Чемпионате Европы-2012, но после провала на групповом этапе решил уйти вслед за главным тренером, сосредоточившись на новой работе: после окончания контракта с «Эйндховеном» Фабер вновь вернулся в «ПСВ» — в качестве ассистента. Был подписан 3-летний контракт.
После окончания срок действия соглашения с ПСВ в 2015 году он подписал однолетний контракт со своим бывшим клубом НЕК. После этого, с 2016 по 2018 года Эрнест Фабер тренировал клуб Эредивизи «Гронинген». При нём клуб однажды выходил в плей-офф за еврокубки внутри Эредивизи. Двухлетний контракт истёк в июне 2018 года.
В 2019 году Фабер вернулся к должности тренера юниоров ПСВ, а 16 декабря 2019 года, после отставки Марка ван Боммела, он был назначен исполняющим обязанности менеджера ПСВ. Его ассистентами были Будевейн Зенден и Руд Хесп. 28 апреля 2020 года тренером назначен Рогер Шмидт, а Фабер вновь стал тренером юниоров.

## Личная жизнь
Сын Эрнеста, Кас Фабер, тоже футболист и выступает в клубе «Эйндховен» на позиции полузащитника.

## Выступления за клубы
| Клуб               | Сезон            | Лига | Лига | Кубок | Кубок | Континентальные соревнования | Континентальные соревнования | Итого | Итого |
| Клуб               | Сезон            | Игры | Голы | Игры  | Голы  | Игры                         | Голы                         | Игры  | Голы  |
| ------------------ | ---------------- | ---- | ---- | ----- | ----- | ---------------------------- | ---------------------------- | ----- | ----- |
| НЕК (аренда)       | 1990-91          | 30   | 0    | 3     | 0     | —                            | —                            | 33    | 0     |
| Спарта (аренда)    | 1991-92          | 32   | 0    | 5     | 0     | —                            | —                            | 37    | 0     |
| ПСВ                | 1992-93          | 18   | 0    |       |       | 8                            | 0                            | 26    | 0     |
| ПСВ                | 1993-94          | 5    | 0    |       |       | 0                            | 0                            | 5     | 0     |
| Гронинген (Аренда) | 1993-94          | 11   | 0    | 0     | 0     | —                            | —                            | 11    | 0     |
| ПСВ                | 1994-95          | 21   | 1    |       |       | 0                            | 0                            | 21    | 1     |
| ПСВ                | 1995-96          | 23   | 2    |       |       | 7                            | 0                            | 30    | 2     |
| ПСВ                | 1996-97          | 9    | 0    | 2     | 0     | 0                            | 0                            | 11    | 0     |
| ПСВ                | 1997-98          | 21   | 2    | 1     | 0     | 5                            | 0                            | 27    | 2     |
| ПСВ                | 1998-99          | 3    | 0    | 0     | 0     | 1                            | 0                            | 4     | 0     |
| ПСВ                | 1999-2000        | 17   | 1    | 1     | 0     | 7                            | 0                            | 25    | 1     |
| ПСВ                | 2000-01          | 14   | 0    | 4     | 1     | 4                            | 0                            | 22    | 1     |
| ПСВ                | 2001-02          | 20   | 0    | 3     | 0     | 8                            | 1                            | 31    | 1     |
| ПСВ                | 2002-03          | 22   | 0    | 2     | 0     | 3                            | 0                            | 27    | 0     |
| ПСВ                | 2003-04          | 2    | 0    | 0     | 0     | 2                            | 0                            | 4     | 0     |
| Итого за карьеру   | Итого за карьеру | 248  | 6    | 21    | 1     | 45                           | 1                            | 314   | 8     |

1. ↑  Категория включает в себя матчи Кубка и Суперкубка Нидерландов по футболу
2. ↑  Категория включает в себя матчи Лиги чемпионов УЕФА и Кубка УЕФА

### Матчи Фабера за сборную Нидерландов
| Матчи Фабера за сборную Нидерландов | Матчи Фабера за сборную Нидерландов | Матчи Фабера за сборную Нидерландов | Матчи Фабера за сборную Нидерландов | Матчи Фабера за сборную Нидерландов | Матчи Фабера за сборную Нидерландов |
| ----------------------------------- | ----------------------------------- | ----------------------------------- | ----------------------------------- | ----------------------------------- | ----------------------------------- |
| №                                   | Дата                                | Соперник                            | Счёт                                | Голы Фабера                         | Соревнование                        |
| 1                                   | 24 февраля 1998                     | Мексика                             | 3:2                                 | —                                   | Товарищеский матч                   |

Итого: 1 матч / 0 голов; 1 победа, 0 ничьих, 0 поражений.

### Тренерская статистика
| Команда              | Тренировал с    | Тренировал по   | Результаты | Результаты | Результаты | Результаты | Результаты | Результаты | Результаты | Результаты | Ист.   |
| Команда              | Тренировал с    | Тренировал по   | М          | В          | Н          | П          | ГЗ         | ГП         | РГ         | % поб.     | Ист.   |
| -------------------- | --------------- | --------------- | ---------- | ---------- | ---------- | ---------- | ---------- | ---------- | ---------- | ---------- | ------ |
| ФК Эйндховен (и. о.) | 25 октября 2007 | 20 декабря 2007 | 10         | 5          | 0          | 5          | 15         | 18         | −3         | 050,00     | [ 67 ] |
| ФК Эйндховен (и. о.) | 1 апреля 2008   | 30 июня 2008    | 3          | 1          | 0          | 2          | 6          | 8          | −2         | 033,33     | [ 67 ] |
| ФК Эйндховен         | 1 июля 2010     | 13 марта 2012   | 65         | 28         | 16         | 21         | 94         | 82         | +12        | 043,08     | [ 67 ] |
| НЕК                  | 1 июля 2015     | 1 июля 2016     | 37         | 15         | 7          | 15         | 44         | 44         | +0         | 040,54     | [ 68 ] |
| Гронинген            | 1 июля 2016     | 1 июля 2018     | 74         | 20         | 27         | 27         | 116        | 115        | +1         | 027,03     | [ 68 ] |
| ПСВ Эйндховен        | 16 декабря 2019 | 28 апреля 2020  | 11         | 6          | 3          | 2          | 18         | 9          | +9         | 054,55     | [ 68 ] |
| Итого                | Итого           | Итого           | 200        | 75         | 53         | 72         | 293        | 276        | +17        | 037,50     | —      |

## Достижения

### Как игрок
ПСВ
- Эредивизи: 1996-97, 1999-2000, 2000-01, 2002-03
- Кубок Нидерландов по футболу: 1995-96
- Суперкубок Нидерландов по футболу: 1992, 1996, 1998, 2000